# Ваповиці
Ваповиці (чеськ. Vápovice, нім. Wapowitz) — село на південному сході Чеської Республіки, в краї Височина. Входить до складу округу Їглава. Один із найменш заселених муніципалітетів Чехії.

## Географія
Розташоване на відстані 9 км на схід від Тельча і за 27 км на південний захід від центру Їглави. Межує з муніципалітетами Ольшані (з північного заходу), Стара-Ржише (з півночі), Розсеч (зі сходу), Богуславиці (з півдня), Нова-Ржише та Діїці (із заходу). Пов'язане автобусним сполученням з містами Їглава та Тельч.

## Визначні пам'ятки
Нішева каплиця на в'їзді до села.

## Зміна адміністративного підпорядкування
- 1850 — Австрійська імперія, Моравія, край Брно, політичний район Дачиці, судовий район Тельч;
- 1855 — Австрійська імперія, Моравія, край Їглава, судовий район Тельч;
- 1868 — Австро-Угорщина, Цислейтанія, Моравія, політичний район Дачиці, судовий район Тельч[4];
- 1920 — Чехословацька Республіка, Їглавська жупанія, політичний район Дачиці, судовий район Тельч;
- 1928 — Чехословацька Республіка, Моравсько-Сілезька земля, політичний район Дачиці, судовий район Тельч;
- 1939 — Протекторат Богемії і Моравії, Моравія, область Іглау, політичний район Дачіц, судовий район Тельч[5];
- 1945 — Чехословацька Республіка, Моравськосилезька земля, адміністративний район Дачиці, судовий район Тельч[6];
- 1949 — Чехословацька республіка, Їглавський край, район Тршешть[7];
- 1960 — ЧССР, Південноморавський край, район Їглава;
- 2003 — Чехія, край Височина, район Їглава, ГРП Тельч.

## Населення
| Рік  | Чисельність | Чисельність |
| ---- | ----------- | ----------- |
| 1869 | 104         | [ 8 ]       |
| 1880 | 116         | [ 8 ]       |
| 1890 | 123         | [ 8 ]       |
| 1900 | 112         | [ 8 ]       |
| 1910 | 133         | [ 8 ]       |
| 1921 | 140         | [ 8 ]       |
| 1930 | 143         | [ 8 ]       |

| Рік  | Чисельність | Чисельність |
| ---- | ----------- | ----------- |
| 1950 | 102         | [ 8 ]       |
| 1961 | 84          | [ 8 ]       |
| 1970 | 72          | [ 8 ]       |
| 1980 | 52          | [ 8 ]       |
| 1991 | 47          | [ 8 ]       |
| 2001 | 53          | [ 8 ]       |
| 2011 | 43          | [ 8 ]       |

| Рік  | Чисельність | Чисельність |
| ---- | ----------- | ----------- |
| 2014 | 40          | [ 9 ]       |
| 2016 | 38          | [ 10 ]      |
| 2017 | 38          | [ 11 ]      |
| 2018 | 39          | [ 12 ]      |
| 2019 | 40          | [ 13 ]      |
| 2020 | 37          | [ 14 ]      |
| 2021 | 41          | [ 15 ]      |

| Рік  | Чисельність | Чисельність |
| ---- | ----------- | ----------- |
| 2021 | 40          | [ 16 ]      |
| 2022 | 39          | [ 17 ]      |
| 2023 | 37          | [ 18 ]      |
| 2024 | 33          | [ 19 ]      |
| 2025 | 40          | [ 2 ]       |

| Рік  | Чисельність | Чисельність |
| ---- | ----------- | ----------- |
| 1869 | 104         | [ 8 ]       |
| 1880 | 116         | [ 8 ]       |
| 1890 | 123         | [ 8 ]       |
| 1900 | 112         | [ 8 ]       |
| 1910 | 133         | [ 8 ]       |
| 1921 | 140         | [ 8 ]       |
| 1930 | 143         | [ 8 ]       |

| Рік  | Чисельність | Чисельність |
| ---- | ----------- | ----------- |
| 1950 | 102         | [ 8 ]       |
| 1961 | 84          | [ 8 ]       |
| 1970 | 72          | [ 8 ]       |
| 1980 | 52          | [ 8 ]       |
| 1991 | 47          | [ 8 ]       |
| 2001 | 53          | [ 8 ]       |
| 2011 | 43          | [ 8 ]       |

| Рік  | Чисельність | Чисельність |
| ---- | ----------- | ----------- |
| 2014 | 40          | [ 9 ]       |
| 2016 | 38          | [ 10 ]      |
| 2017 | 38          | [ 11 ]      |
| 2018 | 39          | [ 12 ]      |
| 2019 | 40          | [ 13 ]      |
| 2020 | 37          | [ 14 ]      |
| 2021 | 41          | [ 15 ]      |

| Рік  | Чисельність | Чисельність |
| ---- | ----------- | ----------- |
| 2021 | 40          | [ 16 ]      |
| 2022 | 39          | [ 17 ]      |
| 2023 | 37          | [ 18 ]      |
| 2024 | 33          | [ 19 ]      |
| 2025 | 40          | [ 2 ]       |

За переписом 2011 року в селі проживало 43 мешканці (з них 12 чехів, 4 морава, 1 словак і 19 не вказали національність, у 2001 році - 92,5% чехів та 3,8% словаків), з них 18 чоловіків та 25 жінок (середній вік - 51 рік). З 41 людини старше 14 років 13 мали базову (у тому числі незакінчену) освіту, 23 – середню, включаючи учнів (з них 14 – з атестатом зрілості), 1 – вища професійна, 2 – вища (магістри).
З 43 осіб 19 були економічно активними (у тому числі 3 безробітними), 20 — неактивними (11 непрацюючих пенсіонерів та 9 учнів). З 16 працюючих 5 працювали в промисловості, 3 - у охороні здоров'я, по 2 - у сільському господарстві та на держслужбі, по 1 - у будівництві, у фінансово-страховій сфері та в освіті.